# Волтер Хаузер Братен
Волтер Хаузер Братен (енгл. Walter Houser Brattain, 10. фебруар 1902. – 13. октобар 1987) био је амерички физичар у Беловим лабораторијама, који је 1956. године заједно са научницима Џоном Бардином и Вилијамом Шоклијем, добио Нобелову награду за физику „за истраживања полупроводника и проналазак транзисторског ефекта”.